# Ботуліно
Ботуліно (рос. Ботулино) — присілок у Гороховецькому районі Владимирської області Російської Федерації.
Входить до складу муніципального утворення Денисовське сільське поселення. Населення становить 7 осіб (2010).

## Історія
Присілок розташований на землях фіно-угорського народу мещери.
Від 10 квітня 1929 року належить до Гороховецького району. Спочатку у складі Івановської промислової області, а від 1944 року — Владимирської області.
Згідно із законом від 13 травня 2005 року входить до складу муніципального утворення Денисовське сільське поселення.

## Населення
| 1859 | 1905 | 1926 | 2002 | 2010 |
| ---- | ---- | ---- | ---- | ---- |
| 105  | ↗160 | ↘108 | ↘8   | ↘7   |